# Hans Talhoffer
Hans Talhoffer (Dalhover, Talhouer, Thalhoffer, Talhofer) va ser un mestre d'esgrima alemany del segle xv.
L'esment més antic sobre Talhoffer és de 1433, quan va representar a Johann II von Reisberg, arquebisbe de Salzburg, davant la Santa Vehme. Poc després, el 1434, Talhoffer va ser arrestat i interrogat per ordre de Wilhelm von Villach (un servent d'Albert III, duc de Baviera) amb relació a un judici d'un aristòcrata nuremburgués anomenat Jacob Auer, acusat d'assassinar al seu germà. El judici d'Auer va causar polèmica i va ser una font de conflictes a la regió durant els següents dos anys. Talhoffer va romandre al servei de l'arquebisbe durant uns anys més. El 1437 és esmentat servint de tresorer (Kastner) a Hohenburg.